# ايبرهارد هامر
ايبرهارد هامر (بالألمانية: Eberhard Hamer)‏ (و. 1932  م) هو اقتصادي، وأستاذ جامعي ألماني، ولد في متمان.

## جوائز
حصل على جوائز منها:

وسام الصليب من رتبة استحقاق من جمهورية ألمانيا الاتحادية (1986)

## وصلات خارجية
- ايبرهارد هامر على موقع IMDb (الإنجليزية)

- ايبرهارد هامر في قاعدة بيانات الأفلام على الإنترنت